# Parvan
Parvan of Parwān (Perzisch: پروان) is een van de 34 provincies van Afghanistan.

## Bestuurlijke indeling
De provincie Parwān is onderverdeeld in 10 districten:

Salang
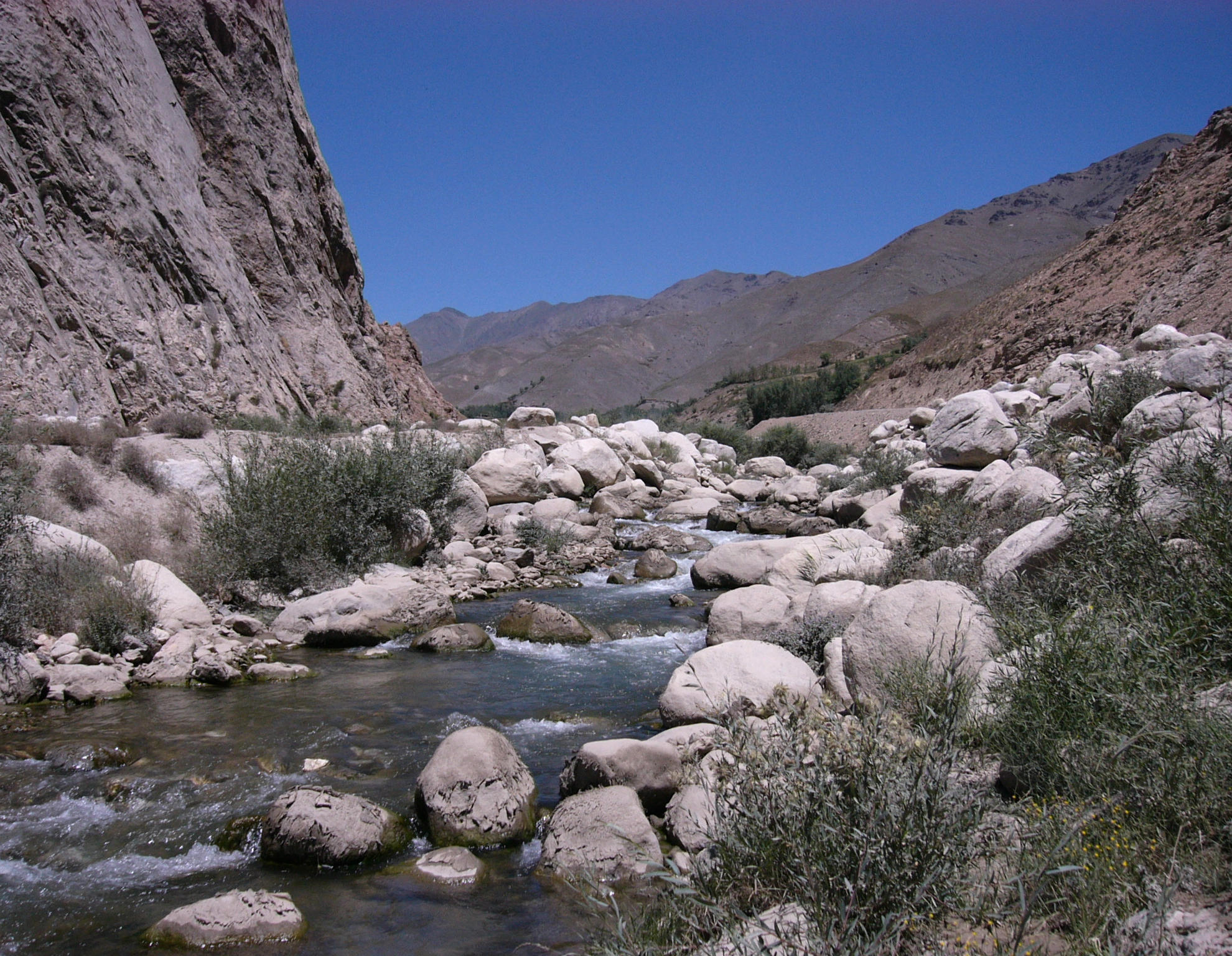
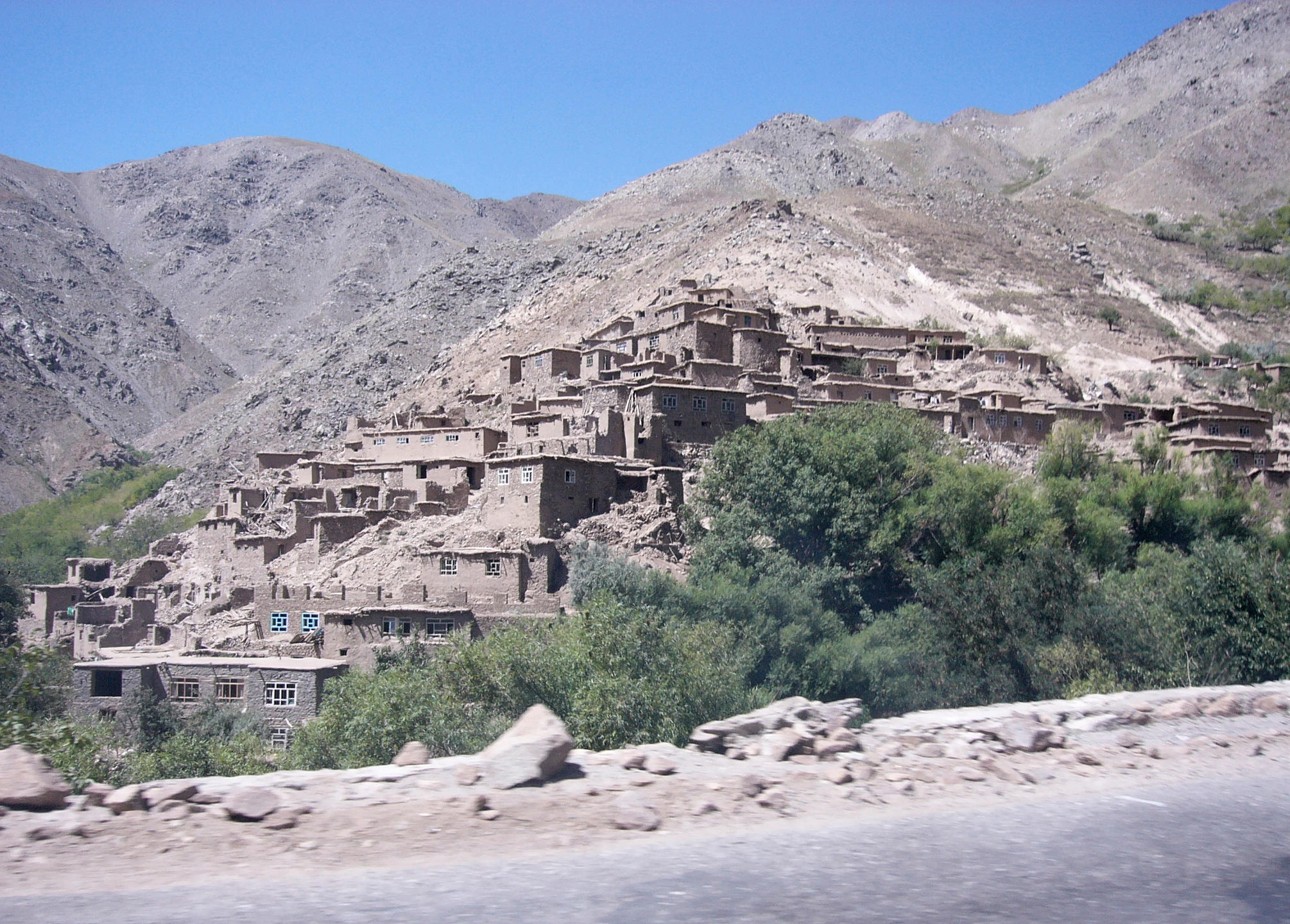
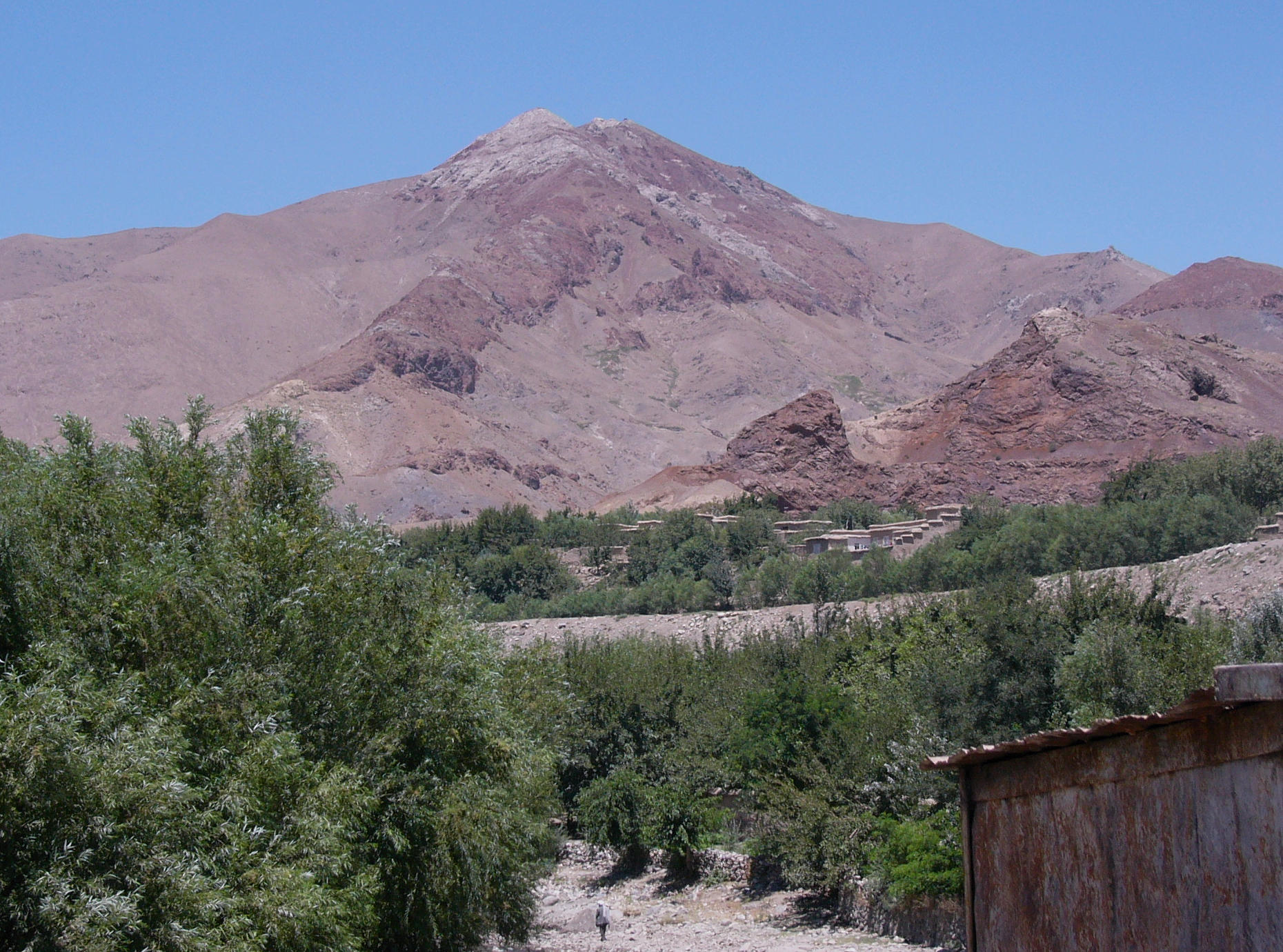

- Bagram
- Chaharikar
- Ghorband
- Jabalussaraj
- Kohi Safi
- Salang
- Sayd Khel
- Shekh Ali
- Shinwari
- Surkhi Parsa

- Salang

Badakhshān · Bādghīs · Baghlān · Balkh · Bāmyān · Dāykundī · Farāh · Fāryāb · Ghaznī · Ghōr · Helmand · Herāt · Jowzjān · Kābul · Kandahār · Kāpīsā · Khōst · Kunar · Kunduz · Laghmān · Lōgar · Nangarhār · Nīmrōz · Nūristān · Paktiyā · Paktīkā · Panjshayr · Parwān · Samangān · Sar-e Pul · Takhār · Uruzgān · Wardak · Zābul